# Къща музей „Ильо войвода“
Къща музей „Ильо войвода“ е музейна историческа сбирка на Регионалния историческия музей в Кюстендил. Намира се на улица „Цар Освободител“ № 189, в източната част на града.

## История
Къщата е построена през 70-те години на XIX век на Правата улица (днес „Цар Освободител“), в дъното на тесен и стръмен парцел, ориентирана на северозапад към оживлението на Правата улица. Плановата композиция има ос на симетрия, подчертана с кьошка над входа.
След Освобождението от 1878 година до 1898 година в къщата живее Ильо войвода – един от най-бележитите дейци на българското националноосвободително движение, командир на доброволческа чета в Руско-турската освободителна война от 1877 – 1878 г.
Къщата е реставрирана през 1979-1980 година и официално открита като музей през януари 1981 година. Заедно с паметника на войводата (автори: Стефан Стоимиров – скулптор, архитект Юлий Фърков и инженер Григор Владимиров) и реставрираните къщи на други 2 националреволюционни дейци от Кюстендил – Константин Попгеоргиев и Тонче Кадинмостки, оформя цялостен възрожденски мемориален комплекс.

## Експозиция
В реставрираната къща на Ильо войвода е уредена експозиция на тема „Националноосвободителните борби на населението от Кюстендилския край“. Тя проследява борбите на българското население от XV век до Освобождението и приноса му за освобождението и обединението на българския народ в края на XIX и началото на XX век.
Експозицията е разположена в шест зали на площ от 150 кв. метра и съдържа около 800 експоната. Тя проследява националноосвободителните прояви на населението в Кюстендилския край до Освобождението на България. Основни акценти в нея са отделени на живота и делото на Ильо войвода, Разловското въстание от май 1876 г., участието на местното население в българското опълчение и освобождението на града от османско владичество през януари 1878 г. В зала №. 6, която е открита през октомври 2003 г., са показани ролята и мястото на Кюстендил в борбите за освобождение на Македония до началото на 1950-те години.
Къщата е паметник на културата.